# إليزابيث زايتس
إليزابيث زايتس (بالألمانية: Elisabeth Seitz) (ولدت في 4 نوفمبر 1993) هي لاعبة جمباز فني ألمانية، ولدت في هايدلبرغ، شاركت في الألعاب الأولمبية الصيفية 2012، والجمباز في الألعاب الأولمبية الصيفية 2016.

## وصلات خارجية
- إليزابيث سايتس على موقع IMDb (الإنجليزية)
- إليزابيث سايتس على موقع الاتحاد الدولي للجمباز (licence) (الإنجليزية)
- إليزابيث سايتس على موقع الاتحاد الدولي للجمباز (biography) (الإنجليزية)
- إليزابيث سايتس على موقع اللجنة الأولمبية الدولية (الإنجليزية)
- إليزابيث سايتس على موقع أوليمبيديا (الإنجليزية)
- إليزابيث سايتس على موقع اللجنة الأولمبية الألمانية (الألمانية)

- إليزابيث زايتس في قاعدة بيانات الأفلام على الإنترنت
- إليزابيث زايتس  على موقع SportsReference  - سبورتس رفرنس